# Königreich
Der Begriff Königreich bezeichnet ein Reich mit einer monarchischen Staatsform, bei dem der Monarch als König (bzw. Königin) bezeichnet wird.
Königreiche verfügen über verschiedene königliche Symbole. Im Allgemeinen gab es im Altertum eine oder mehrere Hauptstädte bzw. königliche Residenzen, einen Königshof und ein stehendes Heer.
Das Wort „Königreich“ an sich gibt keinen genauen Aufschluss über die Regierungsstruktur, den Gebietsumfang oder die Macht eines Monarchen. Königreiche waren früher unterschiedlich groß und einflussreich, angefangen von den starken Weltmächten – Ägypten, Assyrien, Babylon, Medien, Persien, Makedonien und Rom – bis zu kleinen Stadtkönigreichen wie denen in Kanaan. Außerdem kann die Regierungsstruktur von Königreich zu Königreich sehr verschieden sein.
Die großen Weltreiche, die riesige Gebiete und zudem tributpflichtige Königreiche beherrschten, scheinen aus kleinen Stadtstaaten oder Stammesgruppen entstanden zu sein, die sich schließlich unter einem herrschenden Führer vereinigten. 
Ein Vasallenkönigreich ist ein von einer anderen Macht abhängiges Königreich, mit eigener Verwaltung. Vasallenkönigreiche genossen zwar häufig ein beträchtliches Maß an Autonomie oder Selbstverwaltung, mussten sich aber dem Willen und den Forderungen der übergeordneten Macht beugen.

## Heute existierende Königreiche
Siehe Liste der gegenwärtigen Monarchien im Artikel Monarchie.